# (4526) Konko
(4526) Konko est un astéroïde de la ceinture principale.

## Description
(4526) Konko est un astéroïde de la ceinture principale. Il fut découvert le 22 mai 1982 à Kiso par Hiroki Kosai et Kiichiro Hurukawa. Il présente une orbite caractérisée par un demi-grand axe de 2,63 UA, une excentricité de 0,12 et une inclinaison de 14,2° par rapport à l'écliptique.

## Compléments